# Der Killer und das Mädchen
Der Killer und das Mädchen (Originaltitel: Cible émouvante) ist eine Krimikomödie aus dem Jahr 1993 von Pierre Salvadori, der auch das Drehbuch schrieb. Der Film hatte am 18. August 1993 in Frankreich Premiere. In Deutschland wurde er zuerst 1997 auf dem Privatsender tm3 ausgestrahlt. Eine Neuverfilmung unter dem Titel Wild Target durch den Regisseur Jonathan Lynn feierte im Jahr 2010 Premiere.

## Handlung
Der Berufskiller Victor Meynard, der aufgrund seiner pedantischen Gewissenhaftigkeit als bester seiner Zunft gilt, wird bei der Durchführung eines Auftrages von dem Boten Antoine überrascht. Er bringt den tollpatschigen jungen Mann jedoch nicht um, sondern bildet ihn zu seinem Nachfolger aus. Sein nächster Auftrag lautet, die Trickbetrügerin Renée zu ermorden, da diese einem Gangsterboss mit einem gefälschten Gemälde einen größeren Geldbetrag abgegaunert hat. Doch anstatt sie umzubringen, verliebt er sich in sein Opfer und beschützt sie sogar; sehr zum Verdruss seiner Mutter, die die Familienehre gefährdet sieht und zwischendurch ebenfalls einmal versucht, das Mädchen umzubringen.
So kommt es, dass nicht nur Renée, sondern auch Victor gejagt wird. Gemeinsam suchen sie Unterschlupf im Anwesen von Victors Familie, doch als Renée erkennt, dass sie sich im Haus eines Profikillers befindet, flüchtet sie und gerät in die Hände des auf sie und Victor angesetzten Killers Dremyan und seines Gehilfen. Als Geisel führt sie die beiden zurück zum Anwesen, wo durch eine Verkettung von diversen Umständen der Gehilfe durch Victors Mutter und Dremyan durch eine defekte Pistole aus dem Leben scheiden.
Im ein paar Jahre später spielenden Nachspann schauen Renée und Victor ihrer Tochter zu, wie sie ein Loch zuschaufelt, als Antoine als Diener des Hauses hinzukommt und sich nach dem Verbleib der Katze erkundigt.

## Kritiken
Der film-dienst bezeichnet den Film als eine „schwarze Komödie in klassischem Stil, großartig gespielt und solide inszeniert, deren Drehbuch mit vielen witzigen Dialogen“ aufwarte. Für prisma ist Der Killer und das Mädchen „eine gelungene Gangsterkomödie mit gut aufgelegten Darstellern, witzigen Dialogen und überzeugendem Timing“.

## Auszeichnungen
Der Film erhielt 1994 zwei Nominierungen für den César: Guillaume Depardieu als bester Nachwuchsdarsteller und Pierre Salvadori für das beste Erstlingswerk.